# Clethrogyna josephina
Clethrogyna josephina är en fjärilsart som beskrevs av Jules Leon Austaut 1880. Clethrogyna josephina ingår i släktet Clethrogyna och familjen tofsspinnare. Inga underarter finns listade i Catalogue of Life.